# ساختار نیروهای مسلح ایالات متحده آمریکا
سلسله‌مراتب فرماندهی از رئیس‌جمهور بعنوان فرمانده کل قوا) از طریق وزیر دفاع ایالات متحده آمریکا به سوی پایین تا استخدام شده‌های جدید امتداد دارد. نیروهای نظامی ایالات متحده آمریکا از طریق وزارت دفاع ایالات متحده آمریکا، که بر یک ساختار پیچیده کارکردهای مشترک فرماندهی و کنترل نظارت می‌کند و واحدهای بسیاری دارد که به افسران فرمانده متعدد پاسخگو هستند، سازمان یافته‌اند. آنچه در پی می‌آید فهرستی ناکامل از یگان‌های اصلی متعدد و افسران و سازمان‌های وزارت دفاع از جمله زنجیره‌های فرماندهی نظامی و غیرنظامی است.

## وزارت دفاع
- وزیر دفاع: جیمز متیس
  - قائم مقام وزارت دفاع: رابرت او. ورک

### دفتر وزیر دفاع

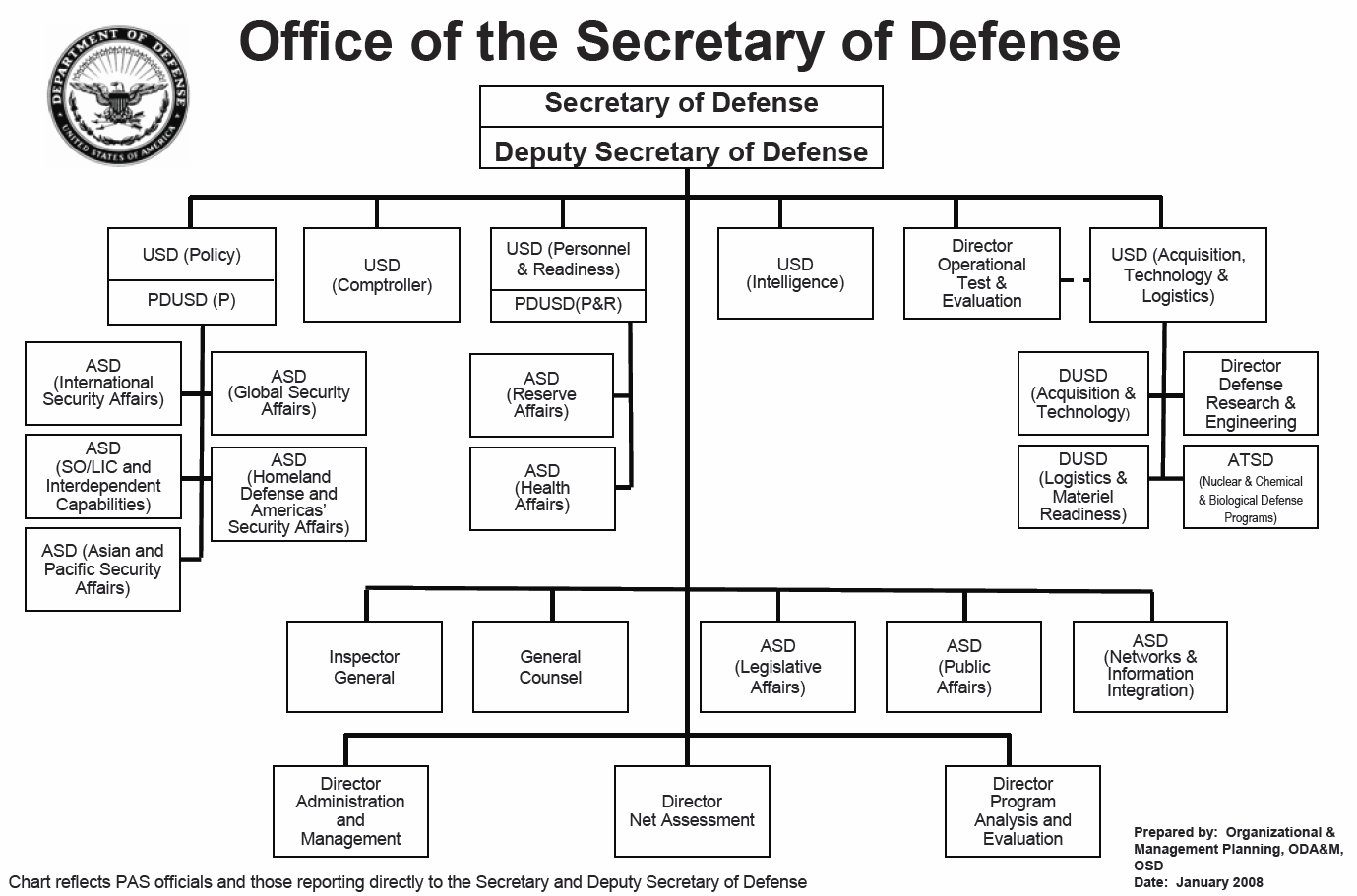
چارت سازمانی دفتر وزیر دفاع ایالات متحده آمریکا

- معاون وزیر دفاع در آموزش، فناوری و لجستیک
- معاون کارکنان و آمادگی وزیر دفاع
- معاون سیاستگذاری وزیر دفاع
- معاون اطلاعاتی وزیر دفاع

### دفتر بازرس کل
- بازرس کل وزارت دفاع: Glenn A. Fine
  -     -       - دفتر ملی شناسایی
      - آژانس اطلاعات دفاعی
      - آژانس امنیت ملی ایالات متحده آمریکا
      - آژانس ملی اطلاعات مکانی

### سازمان روسای ستادهای مشترک و ستادهای مشترک

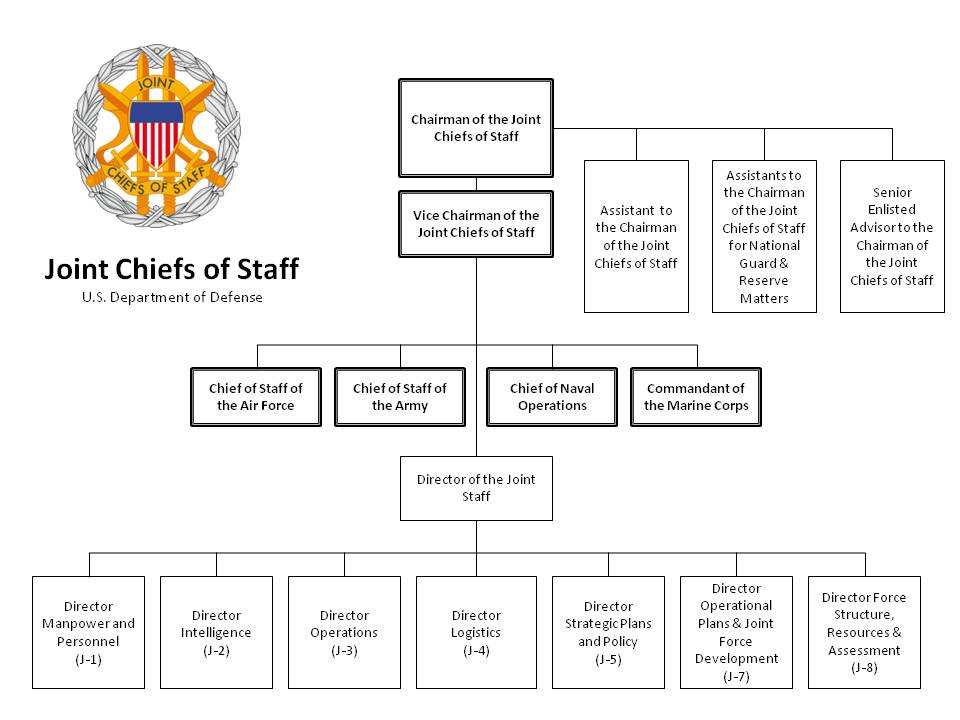
چارت سازمانی روسای ستادهای مشترک و ستادهای مشترک

- رئیس ستاد مشترک ارتش: ژنرال جوزف دانفورد، سپاه تفنگداران دریایی ایالات متحده آمریکا
  - نایب رئیس ستاد مشترک ارتش: ژنرال Paul J. Selva, نیروی هوایی ایالات متحده آمریکا
    - رئیس ستاد نیروی زمینی: ژنرال Mark A. Milley, نیروی زمینی ایالات متحده آمریکا
    - فرمانده تفنگداران دریایی: ژنرال Robert Neller, سپاه تفنگداران دریایی ایالات متحده آمریکا
    - فرمانده عملیات نیروی دریایی آمریکا: آدمیرال John Richardson, نیروی دریایی ایالات متحده آمریکا
    - رئیس ستاد نیروی هوایی: ژنرال David L. Goldfein, نیروی هوایی ایالات متحده آمریکا

ستاد مشترک
- - Manpower and Personnel (J-1)
  - ستاد مشترک سازمان اطلاعات نظامی (J-2)
  - عملیات نظامی (J-3)
  - لجستیک (J-4)
  - Strategic Plans and Policy (J-5)
  - Operational Plans and Interoperability (J-7)
  - Force Structure Resources and Assessment (J-8)